# Gran Premio de Bélgica de Motociclismo de 1972
El Gran Premio de Bélgica de Motociclismo de 1972 fue la octava prueba de la temporada 1972 del Campeonato Mundial de Motociclismo. El Gran Premio se disputó el 2 de julio de 1972 en el Circuito de Spa.

## Resultados 500cc
En la categoría reina, el italiano Giacomo Agostini consigue su victoria número siete en el calendario lo que supone su proclamación como campeón del mundo de la cilindrada, el séptimo de su palmarés.
| Pos.    | Piloto              | Moto        | Tiempo    | Pts. |
| ------- | ------------------- | ----------- | --------- | ---- |
| 1       | Giacomo Agostini    | MV Agusta   | 56' 04" 7 | 15   |
| 2       | Alberto Pagani      | MV Agusta   | +32" 9    | 12   |
| 3       | Rodney Gould        | Yamaha      | +1' 18" 7 | 10   |
| 4       | Hideo Kanaya        | Yamaha      | +1' 19"   | 8    |
| 5       | Bosse Granath       | Husqvarna   | +3' 28" 7 | 6    |
| 6       | Eric Offenstadt     | Kawasaki    | +3' 28" 9 | 5    |
| 7       | Jerry Lancaster     | Yamaha      | +3' 58" 5 | 4    |
| 8       | Billie Nelson       | Yamaha      | +4' 03" 4 | 3    |
| 9       | Christian Bourgeois | Yamaha      | +1 giro   | 2    |
| 10      | Lothar John         | Yamaha      | +1 Vuelta | 1    |
| 11      | Ron Chandler        | Kawasaki    |           |      |
| 12      | Gyula Marsovszky    | LinTo       |           |      |
| 13      | Piet van der Wal    | Kawasaki    |           |      |
| 14      | Guy Cooremans       | Kawasaki    |           |      |
| 15      | Jérôme van Haeltert | Suzuki      |           |      |
| Ret     | Jack Findlay        | JADA-Suzuki | Ret       |      |
| Ret     | John Dodds          | Yamaha      | Ret       |      |
| Ret     | Steve Ellis         | Yamaha      | Ret       |      |
| Ret     | André-Luc Appietto  | Kawasaki    | Ret       |      |
| Ret     | Ernst Hiller        | König       | Ret       |      |
| Ret     | Guido Mandracci     | Suzuki      | Ret       |      |
| Ret     | Keith Turner        | Suzuki      | Ret       |      |
| Ret     | Kim Newcombe        | König       | Ret       |      |
| Ret     | Jean Campiche       | LinTo       | Ret       |      |
| Ret     | Gérard Debrock      | Yamaha      | Ret       |      |
| Ret     | Dave Simmonds       | Kawasaki    | Ret       |      |
| Ret     | Chas Mortimer       | Yamaha      | Ret       |      |
| Ret     | Thierry Tchernine   | Yamaha      | Ret       |      |
| Fuente: |                     |             |           |      |

## Resultados 250cc
Primera victoria de la temporada del finlandés Jarno Saarinen por delante de los británicos Rodney Gould y Phil Read.
| Pos. | Piloto             | Moto      | Tiempo    | Pts. |
| ---- | ------------------ | --------- | --------- | ---- |
| 1    | Jarno Saarinen     | Yamaha    | 34' 37" 5 | 15   |
| 2    | Rodney Gould       | Yamaha    | +26" 4    | 12   |
| 3    | Phil Read          | Yamaha    | +26" 7    | 10   |
| 4    | Dieter Braun       | Yamaha    | +27" 5    | 8    |
| 5    | John Dodds         | Yamaha    | +38" 9    | 6    |
| 6    | Börje Jansson      | Yamaha    | +53" 8    | 5    |
| 7    | Kent Andersson     | Yamaha    | +54" 2    | 4    |
| 8    | Teuvo Länsivuori   | Yamaha    | +1' 11" 8 | 3    |
| 9    | Oronzo Memola      | Yamaha    | +1' 24" 7 | 2    |
| 10   | Marcel Ankoné      | Yamsel    | +2' 00" 6 | 1    |
| 11   | Werner Pfirter     | Yamaha    | +2' 00" 9 |      |
| 12   | Michel Rougerie    | Yamaha    |           |      |
| 13   | Guido Mandracci    | Yamaha    |           |      |
| 14   | Bosse Granath      | Yamaha    |           |      |
| 15   | Silvio Grassetti   | MZ        |           |      |
| 16   | Olivier Chevallier | Yamaha    |           |      |
| 17   | Gert Bender        | Maico     |           |      |
| 18   | Paolo Pileri       | Yamaha    |           |      |
| 19   | Renzo Pasolini     | Aermacchi |           |      |
| 20   | Marcel Toussaint   | Yamaha    |           |      |

## Resultados 125cc
El español Ángel Nieto completa una gran semana con la victoria en las dos categorías inferiores. En la de 125cc, ganó la carrera cuando prácticamente se había bajado del podio de 50. Las Yamaha de Chas Mortimer y Kent Andersson no pudieron hacer nada con la velocidad punta de la Derbi del zamorano.
| Pos. | Piloto             | Moto        | Tiempo    | Pts. |
| ---- | ------------------ | ----------- | --------- | ---- |
| 1    | Ángel Nieto        | Derbi       | 32' 27" 3 | 15   |
| 2    | Chas Mortimer      | Yamaha      | +17"      | 12   |
| 3    | Kent Andersson     | Yamaha      | +34" 5    | 10   |
| 4    | Börje Jansson      | Maico       | +46" 6    | 8    |
| 5    | Harald Bartol      | Suzuki      | +1' 20" 5 | 6    |
| 6    | Dieter Braun       | Maico       | +1' 21" 1 | 5    |
| 7    | Dave Simmonds      | Kawasaki    | +1' 31" 3 | 4    |
| 8    | Eugenio Lazzarini  | Maico       | +1' 52" 9 | 3    |
| 9    | Thierry Tchernine  | Yamaha      | +2' 42" 9 | 2    |
| 10   | Ryszard Mankiewicz | MZ          | +3' 28" 1 | 1    |
| 11   | László Szabó       | MZ          |           |      |
| 12   | Günter Fischer     | Maico       |           |      |
| 13   | Paolo Pileri       | Suzuki      |           |      |
| 14   | Aalt Toersen       | Maico       |           |      |
| 15   | Jan Huberts        | MZ          | +1 giro   |      |
| 16   | Michel Rougerie    | Aermacchi   |           |      |
| 17   | Siegfried Lohmann  | MZ          |           |      |
| Ret  | Jos Schurgers      | Bridgestone | Ret       |      |
| Ret  | Benjamín Grau      | Derbi       | Ret       |      |

## Resultados 50cc
En 50cc, segunda victoria de la temporada para Ángel Nieto, que le volvió a ganar la partida al piloto holandés Jan de Vries, que se tuvo que conformar con la segunda posición. Con esta victoria, el zamorano coge la ventaja en la clasificación general.
| Pos. | Piloto              | Moto     | Tiempo    | Pts. |
| ---- | ------------------- | -------- | --------- | ---- |
| 1    | Ángel Nieto         | Derbi    | 21' 51" 8 | 15   |
| 2    | Jan de Vries        | Kreidler | +16" 1    | 12   |
| 3    | Theo Timmer         | Jamathi  | +21" 7    | 10   |
| 4    | Harald Bartol       | Kreidler | +1' 03" 1 | 8    |
| 5    | Rudolf Kunz         | Kreidler | +1' 04" 5 | 6    |
| 6    | Jan Bruins          | Kreidler | +1' 18"   | 5    |
| 7    | Benjamín Grau       | Derbi    | +1' 29" 5 | 4    |
| 8    | Jan Huberts         | Kreidler | +1' 42" 5 | 3    |
| 9    | Ludwig Fassbender   | Kreidler | +2' 17" 5 | 2    |
| 10   | Siegfried Lohmann   | Kreidler | +2' 18" 7 | 1    |
| 11   | Hans-Jürgen Hummel  | Kreidler |           |      |
| 12   | Herman Meijer       | Hemeyla  |           |      |
| 13   | Ton Daleman         | Roton    |           |      |
| 14   | Aalt Toersen        | Kreidler |           |      |
| 15   | Kurt-Ivan Carlsson  | Monark   |           |      |
| 16   | André Millard       | Kreidler |           |      |
| 17   | Lars Persson        | Monark   |           |      |
| 18   | T. Keane            | Kreidler |           |      |
| 19   | Jérôme van Haeltert | Kreidler |           |      |
| 20   | E. Ggilain          | Kreidler |           |      |
| Ret  | Lasse Johansson     | Kreidler | Ret       |      |